# Ташкентський метрополітен
Ташкентський метрополітен (узб. Toshkent metropoliteni) — система ліній метрополітену в Ташкенті (Узбекистан). В метрополітені використовуються чотиривагонні потяги моделі 81-717/714. Після розпаду СРСР понад третину станцій було перейменовано.

## Історія
Будівництво ташкентського метрополітену почалося у 1968—1970 роках, початкова дільниця (Чилонзорської лінії) завдовжки 12,2 км з 9 станціями була введена в дію у 1977 році. Столиця Узбекистану Ташкент стала сьомим радянським містом, де був побудуваний метрополітен. Для декорування стін підземки запросили художників та дизайнерів, які мали зобразити на них величні сцени з історії Узбекистану та Радянського Союзу
За радянських часів, якщо населення міста перевищувало 1 мільйон мешканців, місто здобувало право на будівництво метрополітену. Станції метрополітену, де щодня проходять десятки тисяч пасажирів, здавалися міським архітекторам тим місцем, яке може прикрасити похмурі будні радянських людей. Деякі станції прикрасили куполоподібними стелями та плиткою з орнаментом, що нагадує узбецькі мечеті доби Шовкового шляху. Інші оздоблені помпезними люстрами та мармуром як зали палаців європейських монархів. Коли будували ташкентський метрополітен, його також планували використовувати як бомбосховище на випадок ядерної війни. Через побоювання шпигунства та витоку важливої військової інформації й була заборонена фотографія. Однак і після розпаду СРСР, коли до влади прийшов колишній радянський партійний лідер Іслам Карімов, заборону не скасували. Наступник Іслама Карімова — Шавкат Мірзійоєв, почав проводити реформи, прагнучи залучити в країну інвесторів та туристів.
Станція «Алішер Навої», названа на честь відомого узбецького письменника та художника, є однією з найвідоміших в ташкентському метро. Арочні куполи та блакитна плитка нагадують про історію Узбекистану часів Великого шовкового шляху з його старовинними мечетями та медресе. Це одна з центральних станцій, де щодня проходять тисячі мешканців і гостей столиці. Багато хто фотографує багатий декор приміщення. До недавнього часу це було заборонено в узбецькому метрополітені. Усвідомивши, що ташкентський метрополітен може бути чудовою туристичною пам'яткою, у 2018 році уряд Узбекістану зняв з нього статус військового об'єкту і скасував 41-річну заборону на фотографію.
Метрополітен в Ташкенті повністю мілкого закладення. В системі лише три невеликих метромости через ташкентські канали, два на Чилонзорській лінії між станціями «Новза» та «Міллій-бог» і станціями «Хамід Олімджон» та «Пушкінська», ще один метроміст на Юнусободській лінії між станціями «Бодомзор» та «Шахрістон». 
Переважна частина перегінних тунелів побудована закритим способом (щитовою проходкою). З самого початку спорудження метрополітену будувалося з урахуванням високої сейсмічності регіону (стверджується, що конструкції розраховані на землетрус до дев'яти балів за шкалою Ріхтера). Настільки руйнівних землетрусів, як землетрус 1966 року в Ташкенті не було, але слабші поштовхи, що регулярно відбуваються в цьому районі, метрополітен витримує. Робота метрополітену жодного разу не переривалася з моменту відкриття першої черги.
У жовтні 2001 року стала до дії нова, третя лінія метрополітену — Юнусободська. Будівництво цієї лінії довжиною 7,6 км з шістьма підземними станціями було завершено наприкінці серпня. Щодня нова лінія метро, що сполучила центр Ташкента з одним із густонаселених мікрорайонів столиці — Юнусободом, перевозить до 50 тисяч пасажирів, а загальний щоденний пасажиропотік досяг 200 тисяч. Після відкриття початкової черги Юнусободської лінії будівництво метрополітену у місті припинилося до 2017 року.
З 1 серпня 2019 року вартість проїзду в метрополітені встановлена — 1400 сум.

### Хронологія розвитку системи
- 6 листопада 1977 року —  відкриття першої черги Чилонзорської лінії.
- 18 серпня 1980 року — розширення Чилонзорської лінії на 3 станції.
- 7 грудня 1984 року — відкриття першої черги Узбекистонської лінії з 5 станцій
- 6 листопада 1987 року — розширення Узбекистонської лінії на 2 станції.
- 6 листопада 1989 року — розширення Узбекистонської лінії на 2 станції.
- 30 квітня 1991 року — розширення Узбекистонської лінії на 2 станції.
- 26 жовтня 2001 року — відкриття першої черги Юнусободської лінії у складі 6 станцій.
- 29 серпня 2020 року — розширення Юнусободської лінії на дві станції.
- 30 серпня 2020 року — відкриття першої черги Кільцевої лінії.
- 26 грудня 2020 року — розширення Чилонзорської лінії на 5 станцій.

## Лінії
| Лінія | Лінія                                               | Кінцеві станції             | Введена в дію | Кількість станцій | Довжина, км |
| ----- | --------------------------------------------------- | --------------------------- | ------------- | ----------------- | ----------- |
| 1     | Чилонзорська                                        | «Кипчок» — «Буюк-Іпак-йулі» | 06.11.1977    | 17                | 23,7        |
| 2     | Узбекистонська                                      | «Беруні» — «Дустлік»        | 07.12.1984    | 11                | 14,3        |
| 3     | Юнусободська                                        | «Мінг-Урік» — «Туркістон»   | 26.10.2001    | 8                 | 10,5        |
| 4     | 30-річчя незалежності Узбекистану (раніше Кільцева) | Куйлюк — Дустлік-2          | 30.08.2020    | 7                 | ~11         |
| Разом | Разом                                               | Разом                       | Разом         | 43                | 59,5 км     |

## Станції
Всі станції в місті підземні мілкого закладення, крім Лінії 30-річчя незалежності, де станції — естакадні або наземні (Дустлік-2).  Переважна більшість має острівні платформи, тільки станції «Шахрістон» та «Дустлік-2» мають берегові платформи.

## Електродепо
| Діючі депо        | Дата відкриття   | Лінії                                  | Пасажирський парк вагонів                                        | Координати                                                                      | Примітки                                             |
| ----------------- | ---------------- | -------------------------------------- | ---------------------------------------------------------------- | ------------------------------------------------------------------------------- | ---------------------------------------------------- |
| ТЧ-1 «Чилонзор»   | 6 листопада 1977 | Чилонзорська                           | 81-717/714, 81-717.5/714.5                                       | 41°14′56.07″ пн. ш. 69°11′58.31″ сх. д. / 41.2489083° пн. ш. 69.1995306° сх. д. | Депо має гейт із залізничною лінією Хаваст — Ташкент |
| ТЧ-2 «Узбекистон» | 7 листопада 1987 | Узбекистонська, Кільцева, Юнусободська | 81-717/714, 81-717.5/714.5, 81-718.0/719.0, 81-765.5/766.5/767.5 | 41°17′11.95″ пн. ш. 69°19′20.25″ сх. д. / 41.2866528° пн. ш. 69.3222917° сх. д. | Депо не має гейту                                    |

## Галерея

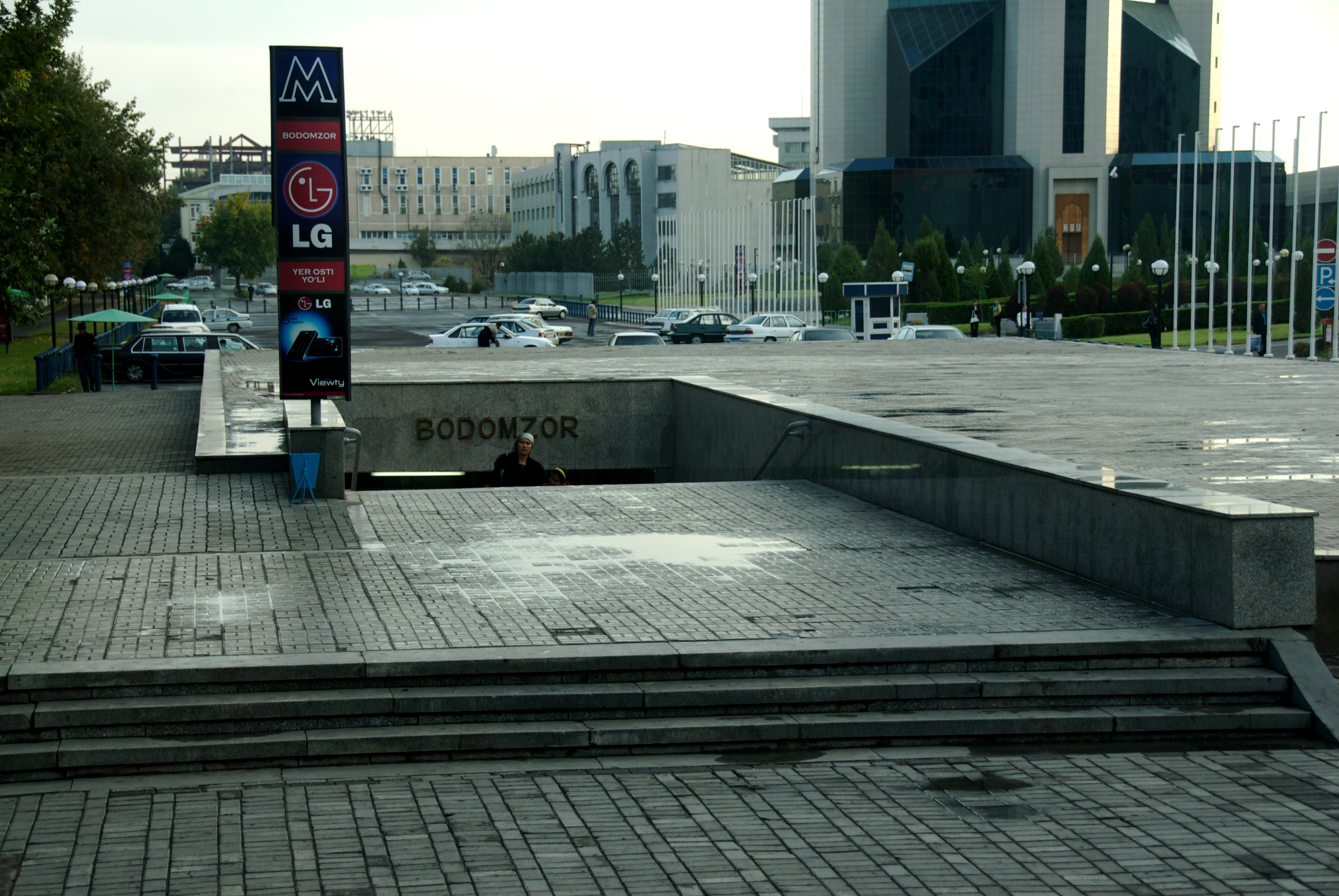
Вихід зі станції «Бодомзор»
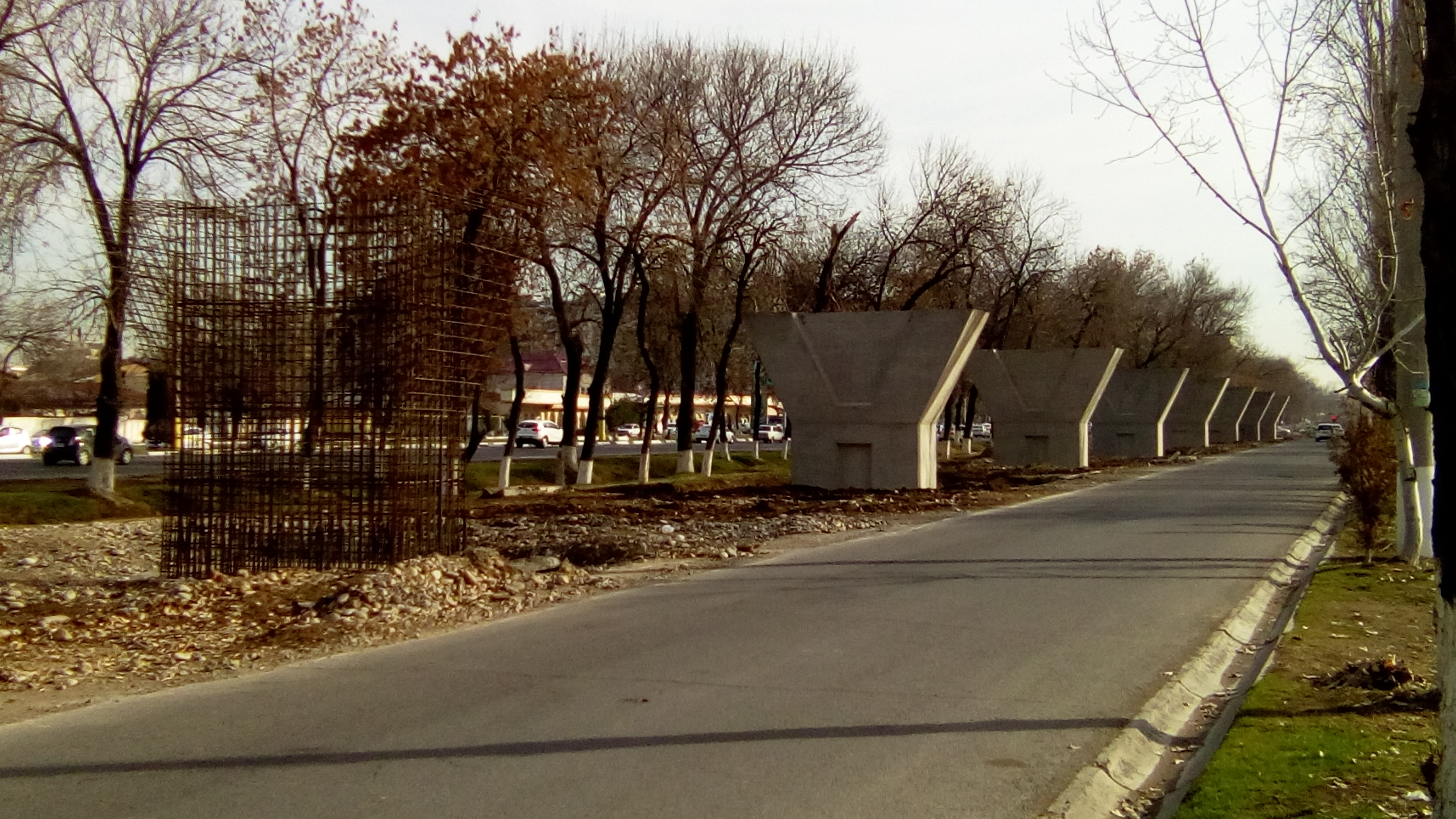
Будівництво естакадної кільцевої лінії
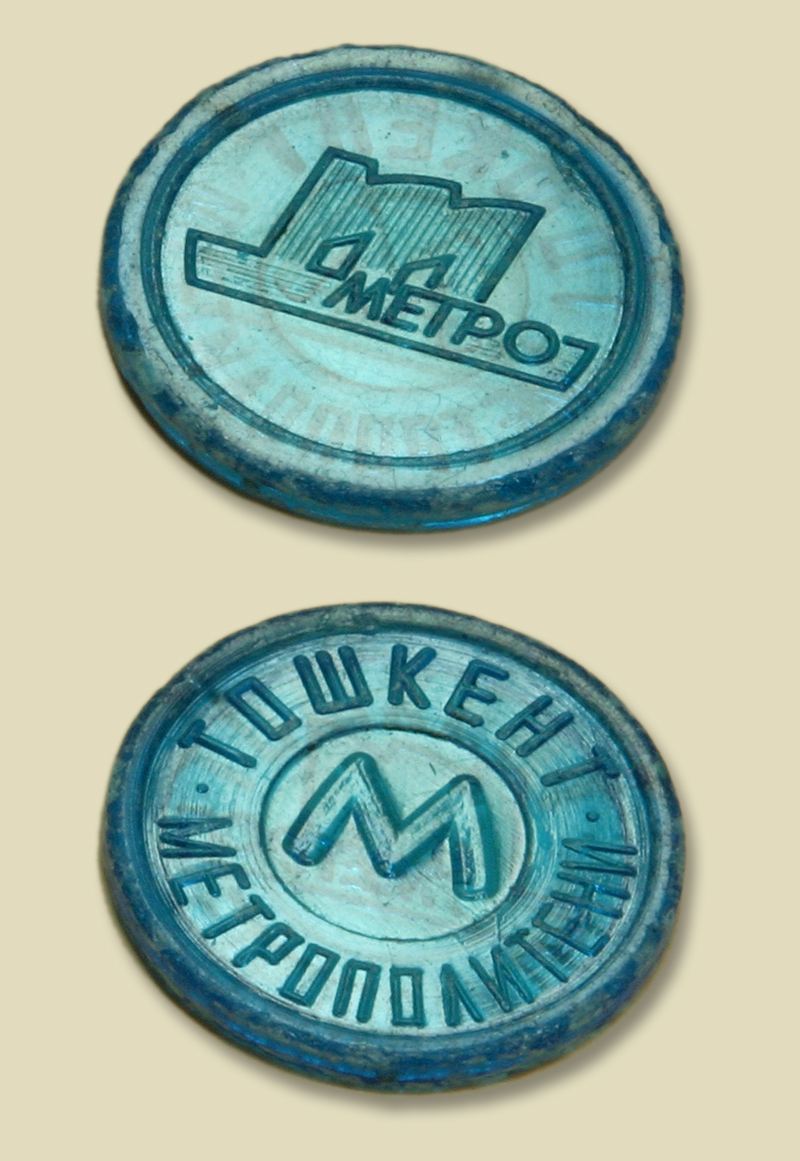
Жетони Ташкентського метро